# Тансуяха
Тансуяха (устар. Тансу-Яга) — река в России, протекает по Ямало-Ненецкому АО. Устье реки находится в 466 км по правому берегу реки Надым. Длина реки составляет 28 км.

## Данные водного реестра
По данным государственного водного реестра России, относится к Нижнеобскому бассейновому округу, водохозяйственный участок реки — Надым, речной подбассейн отсутствует. Речной бассейн реки — Надым.
Код объекта в государственном водном реестре — 15030000112115300047378.